# 計算知能
計算知能(Computational Intelligence, CI)は人工知能研究の一分野であり、数理論理学に基づく従来的な人工知能とは一線を画すものである。計算知能の研究は、ファジィシステムやニューラルネットワークや進化的計算といったヒューリスティック的アルゴリズムを中心とする。その他にも、群知能、フラクタル、カオス理論、人工免疫系、ウェーブレットといった技法も利用する。
計算知能の研究では、学習や適応や進化やファジィ論理（ラフ集合）といった要素を駆使して、ある意味で知的なプログラムを作成することを目指している。計算知能の研究では、統計的手法を拒絶するものではなく、しばしば相補的な考え方を提供することもある（例えば、ファジィシステム）。ニューラルネットワーク研究は計算知能研究の一部であり、機械学習と密接に関連している。
計算知能はソフトコンピューティング、みすぼらしい(scruffy)AI、コネクショニズムのシステム、およびサイバネティックスと密接に関連している。

## Computational Intelligence Society
IEEE Computational Intelligence Society は、2004年にできた（Neural Network Society から改称）新しい学会であり、IEEEの中でも最も成長が著しい学会である。IEEE Computational Intelligence Society によって定義された計算知能の主要テーマは以下の通りである。
- ニューラルネットワーク
- ファジィシステム
- 進化的計算: 遺伝的アルゴリズム、遺伝的プログラミング
- 群知能: 粒子群最適化